# 朱利奧·托諾尼

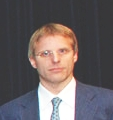
2005年的朱利奧·托諾尼

朱利奧·托諾尼（Giulio Tononi）是威斯康辛大學的精神學教授。他是睡眠研究領域的權威，特別是睡眠成因的研究。

他對於意識的本質也有所研究，他提出整合資訊理論去解釋意識的成因。

他和傑拉爾德·埃德爾曼合著《意識的宇宙——物質如何轉變為精神》（A Universe of Consciousness:How Matter Becomes Imagination），此書認為意識是由一般物質的組合中浮現。

他的研究被克里斯托夫·科赫描述為是"唯一有前途的意識基礎理論"。 